# Onchidella philippei
Onchidella philippei is een slakkensoort uit de familie van de Onchidiidae. De wetenschappelijke naam van de soort is voor het eerst geldig gepubliceerd in 1979 door Ev. Marcus.